# Os epitriquetrum
Os epitriquetrum of os epipyramis is de benaming voor een extra handwortelbeentje, gelegen aan de dorsale zijde van de handwortel, aan de distale radiale hoek van het os triquetrum, tussen het os lunatum, os triquetrum en het os hamatum., Er zijn geen gevallen bekend waarin het botje articuleert met het tevens nabijgelegen os capitatum. Er is geopperd om een accessoir botje dat op dezelfde plek in de carpus gelegen is, maar dan aan palmaire zijde in plaats van dorsaal, de naam os hypotriquetrum mee te geven. Tot op heden zijn weinig van dergelijke casussen beschreven.
Op röntgenfoto's wordt een os epitriquetrum soms onterecht aangemerkt als afwijkend, losliggend botdeel of als fractuur.